# St. Johann Baptist (Riedenburg)

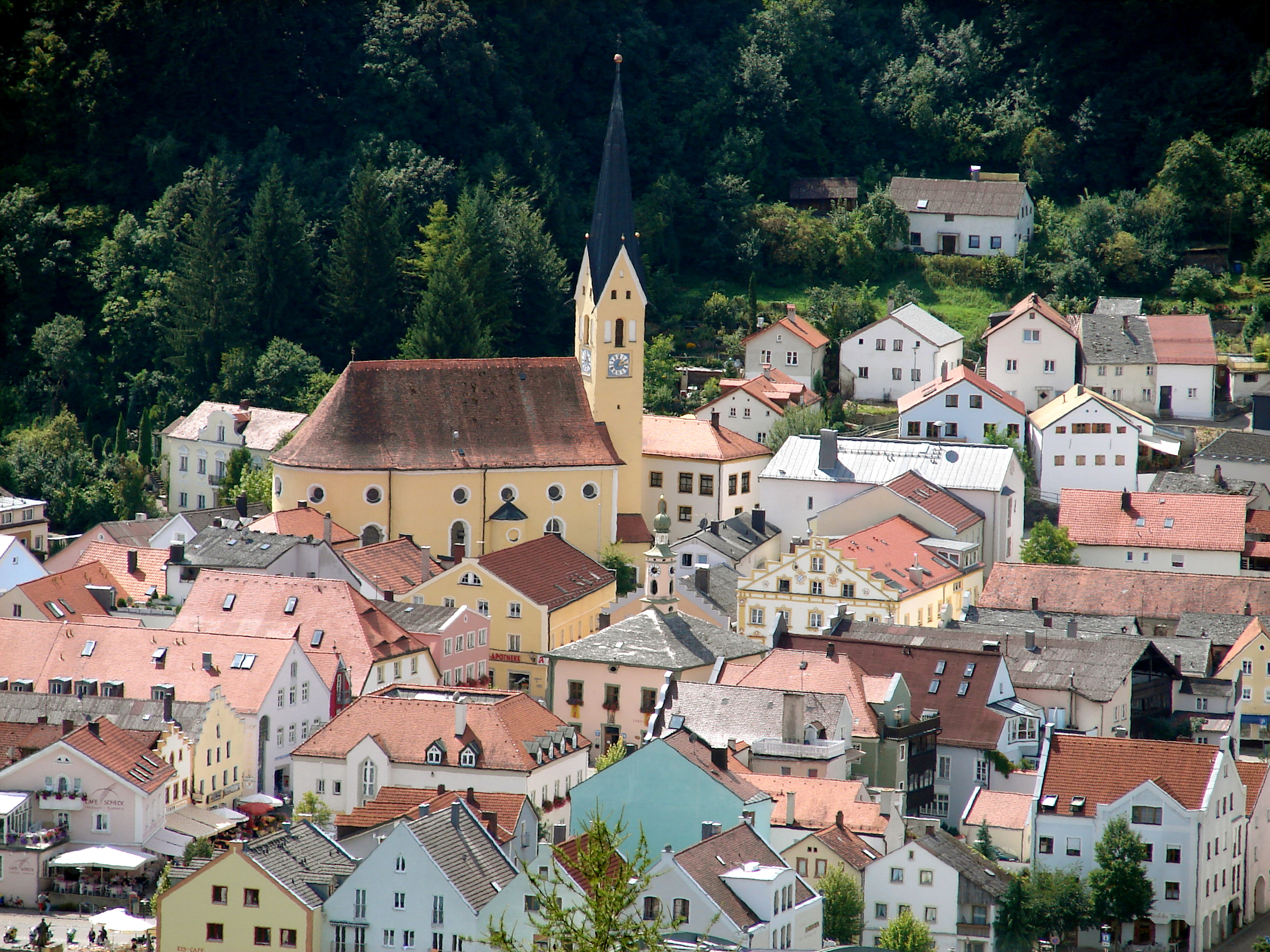
Katholische Stadtpfarrkirche St. Johann Baptist von Nordosten

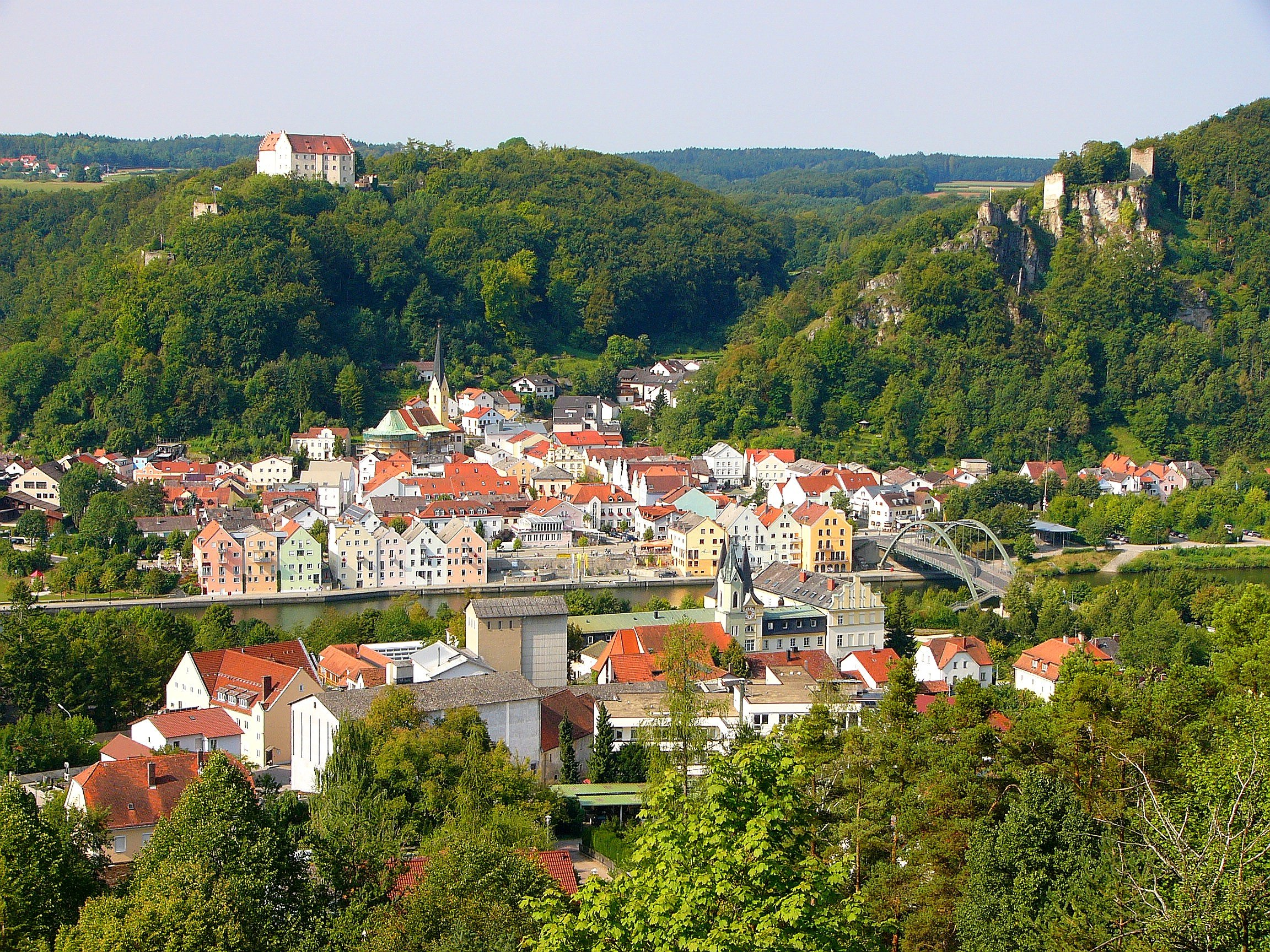
Ensemble der Riedenburger Altstadt mit der Stadtpfarrkirche St. Johann Baptist, im Hintergrund das Schloss Rosenburg (links) und die Burgruine Tachenstein (rechts)

St. Johann Baptist ist die römisch-katholische Stadtpfarrkirche von Riedenburg im niederbayerischen Landkreis Kelheim. Das spätbarocke Gotteshaus steht erhöht am Rande der Altstadt, am Hang unterhalb der Rosenburg. Charakteristisch für die Kirche ist der noch aus gotischer Zeit stammende Turm mit einem sehr hohen und schlanken Spitzhelm, wie er sonst nur im Alpenraum zu finden ist. Zur Pfarrgemeinde gehören auch die Nebenkirche St. Anna, das Gotteshaus des gleichnamigen Klosters und die Filialkirche St. Martin, eine romanische Burgkapelle des 12. Jahrhunderts, im Stadtteil Aicholding. Die Riedenburger Pfarrkirche gehört zu den geschützten Baudenkmälern in Bayern.

## Geschichte
Bereits seit dem 13. Jahrhundert ist an der Stelle der heutigen Stadtpfarrkirche eine kleinere Kirche nachgewiesen, die seit jeher Johannes dem Täufer (Gedenktag: 24. Juni) geweiht war. Der Bau der heutigen, spätbarocken Kirche unter Einbeziehung des mittelalterlichen Turmes erfolgte im Jahr 1739. Der Baumeister ist unbekannt; jedoch spricht die Gesamtheit der Stilelemente für den Landshuter Hofmaurermeister Johann Georg Hirschstötter, der diese acht Jahre später beim Bau der Pfarrkirche St. Andreas in Hofendorf in noch konzentrierterer Form angewendet hat.
Es ist nachgewiesen, dass St. Johann Baptist in Riedenburg spätestens seit dem 14. Jahrhundert eine Filialkirche der Pfarrei Schambach (heute Ortsteil von Riedenburg) war, einer sogenannten Urpfarrei, aus der im Laufe der Zeit zahlreiche Pfarreien in der Gegend ausgegliedert wurden. Nachdem Riedenburg als Kuratie mit eigenem Seelsorger bereits eine gewisse Selbstständigkeit erhalten hatte, konnte im Jahr 1921 eine eigene Pfarrei gegründet werden.

## Architektur

### Außenbau

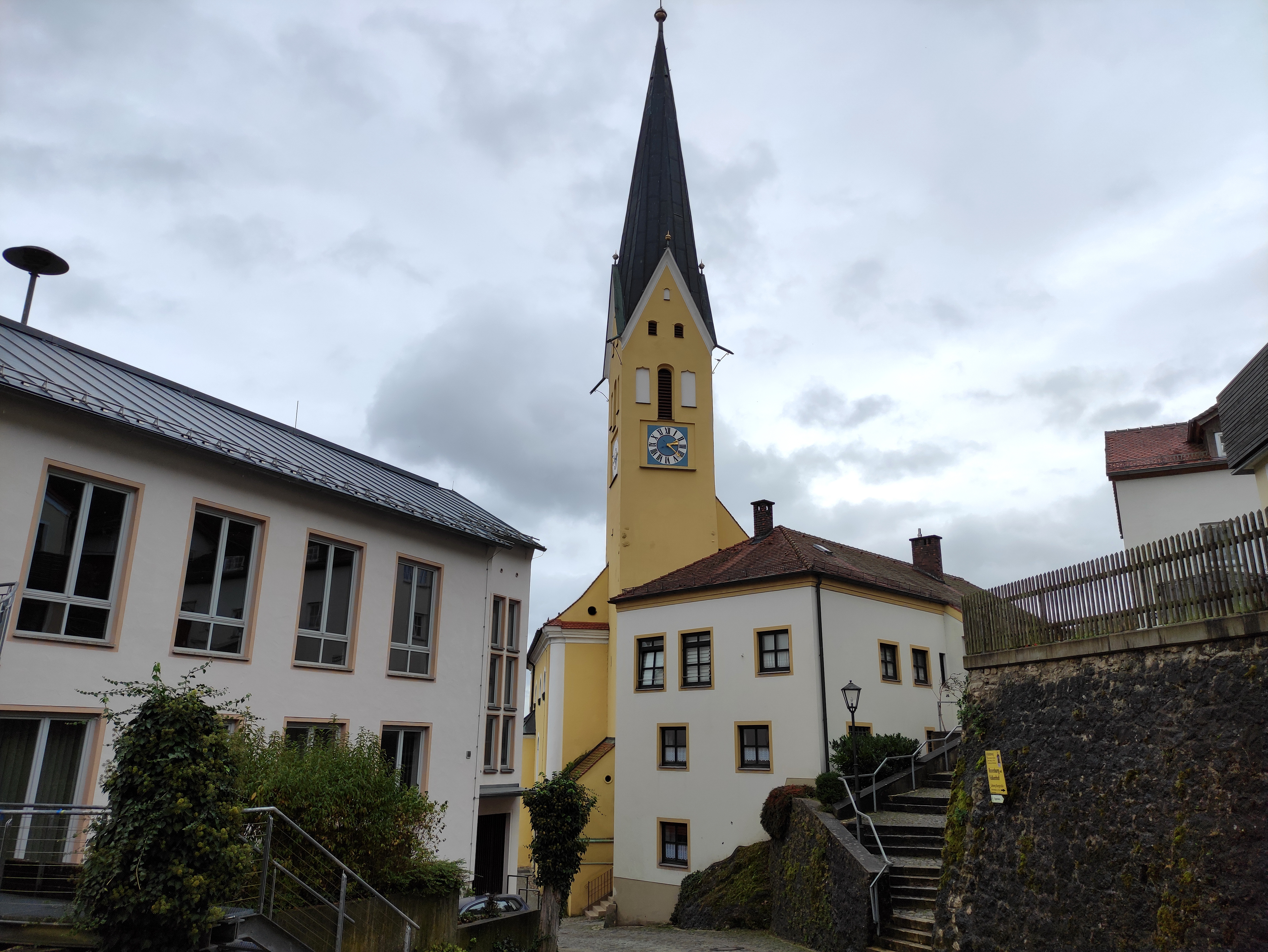
Pfarrkirche St. Johann Baptist

Der nach Osten ausgerichtete Saalbau besteht aus einem Langhaus zu dreieinhalb Jochen und einem nur wenig schmäleren Chor, zu dem am Außenbau lediglich eine Rundung an Wänden und Dachtraufe überleitet. Diese korrespondiert mit den Rundsäulen am westlichen Ende des Langhauses. Der Chor ist wie die im zweiten Joch von Osten beiderseits angebauten Seitenkapellen in Form einer halbrunden Apsis geschlossen. Aufgrund der knappen Länge des zur Verfügung stehenden Hanggrundstücks ist St. Johann Baptist im Vergleich zu anderen Barockkirchen eher breit proportioniert.  Die gelb getünchten Außenwände sind lediglich durch die von Lisenen eingefassten Fensteröffnungen gegliedert. Diese sind im Langhaus hochrechteckig mit leicht eingezogenem, rundbogigem Abschluss; darüber sind wie in den Seitenapsiden kreisrunde Oculi angeordnet. Der Chor hat dieselbe zweigeschossige Fensteranordnung; jedoch sind die unteren Fenster als sogenannte Bassgeigenfenster in kurvierter Form gestaltet, wie sie in Rokokokirchen der Landshuter Gegend häufiger zu finden sind.
Auf der Westseite stößt der Barockbau an den noch aus gotischer Zeit stammenden Turm, der zum Kirchenschiff etwa mittig positioniert ist und leicht in das Langhaus einspringt. Der schlanke, nahezu quadratische Turmunterbau ist weitgehend ungegliedert, während es oberhalb der allseitigen Turmuhren jeweils auch rundbogig abschließende Klangarkaden gibt. Durch vier Dreiecksgiebel vermittelt, ergibt sich der Übergang zu dem achtseitigen, sehr spitzen Turmhelm, der mit Kugel und Kreuz bekrönt ist. An der Nordseite des Turmes ist eine nach außen offene Kapelle angebaut, die sogenannte Kerkerkapelle mit einer Darstellung des Schmerzensmannes. An der Südseite des Langhauses steht die Sakristei.

### Innenraum

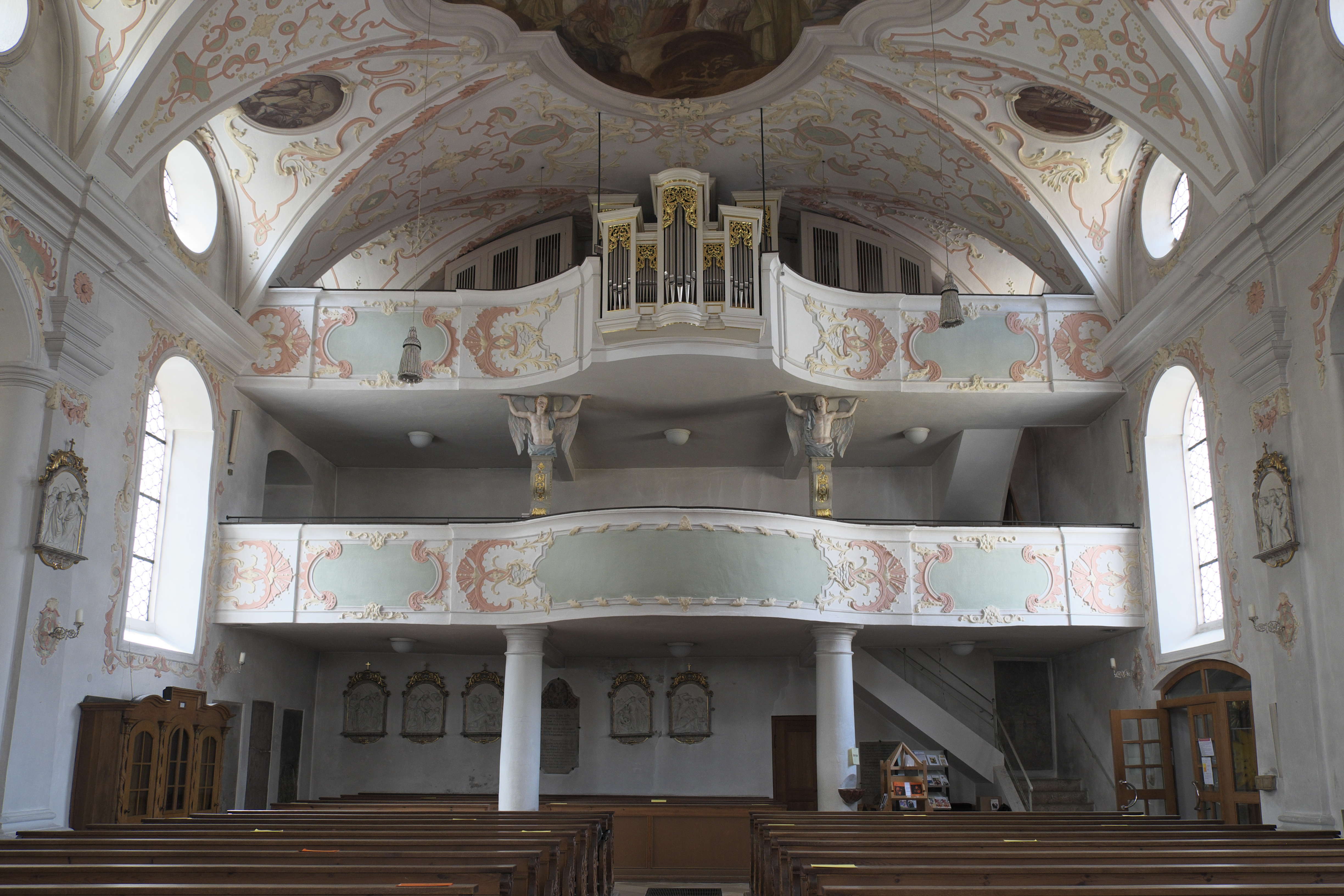
Innenraum mit Blick zur Empore

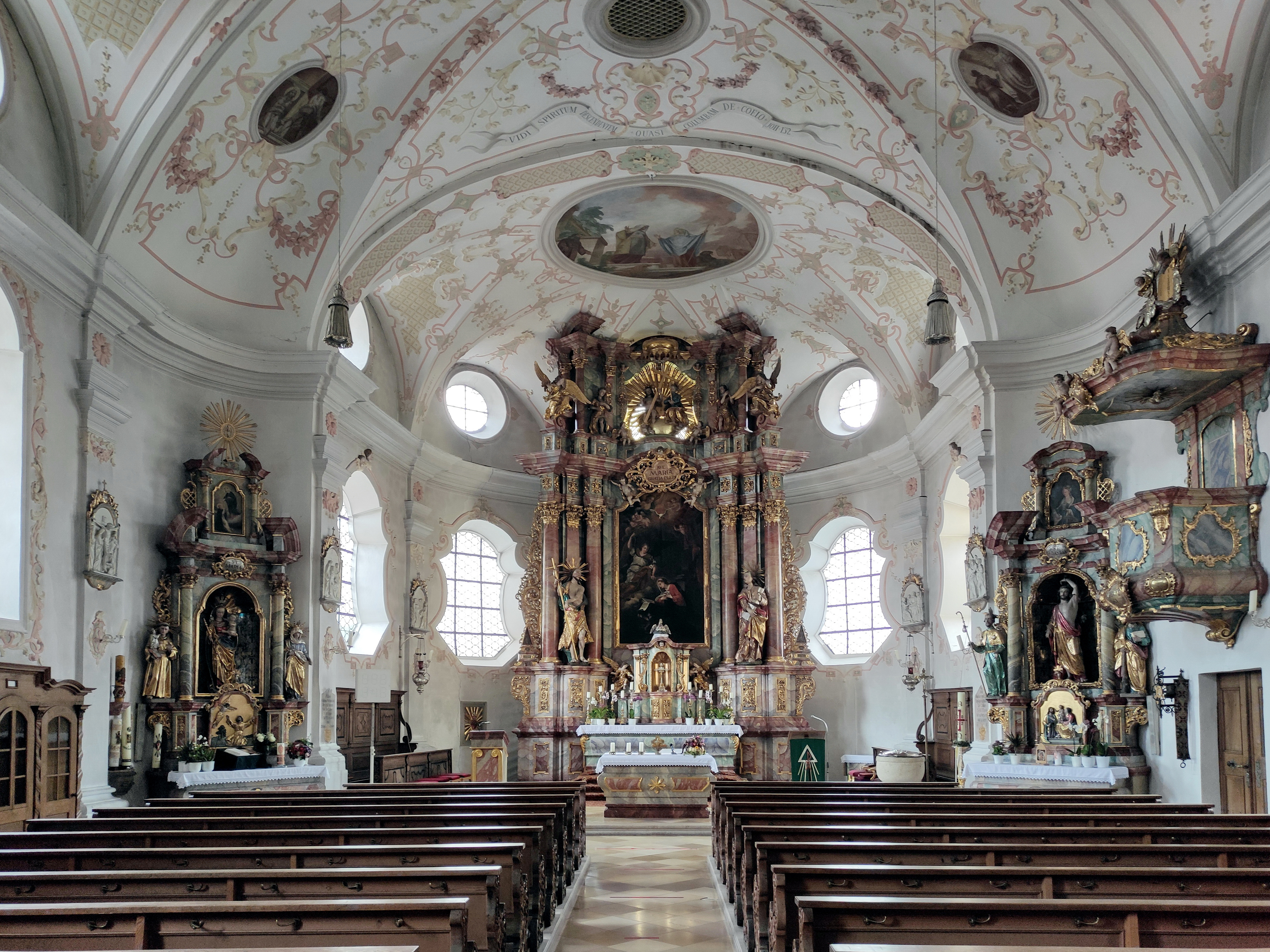
Innenraum

Aufgrund der großzügigen Breite des Kirchenbaus und der zahlreichen Fenster mit schrägen Gewänden, mit denen wie auch mit dem Solnhofener Plattenkalk als Bodenbelag eine Streuwirkung des Lichts erzielt wird, macht der Innenraum einen weiten und lichten Eindruck. Er ist von einem flachen Tonnengewölbe mit Stichkappen überspannt, das als sogenanntes Schalgewölbe über eine Holzkonstruktion am Dachstuhl aufgehängt ist. Es entspringt aus einem rundum laufenden, profilierten Kranzgesims, das wiederum auf flachen Pilastern abgestützt ist, welche zugleich die Jochgliederung übernehmen. Der Altarraum ist lediglich um eine Stufe erhöht und durch einen kaum merklichen, aufgrund der Gewölbeform gedrückten Chorbogen vom Langhaus abgesetzt. Im rückwärtigen Halbjoch des Langhauses ist eine Doppelempore eingezogen. Deren unteres Geschoss ruht auf Rundsäulen; das obere Geschoss, auf dem die Orgel steht, wird von verputzten, rechteckigen Holzpfeilern mit Karyatidenengeln getragen. Die Brüstungen beider Emporengeschosse sind in der Mitte nach vorne gewölbt.

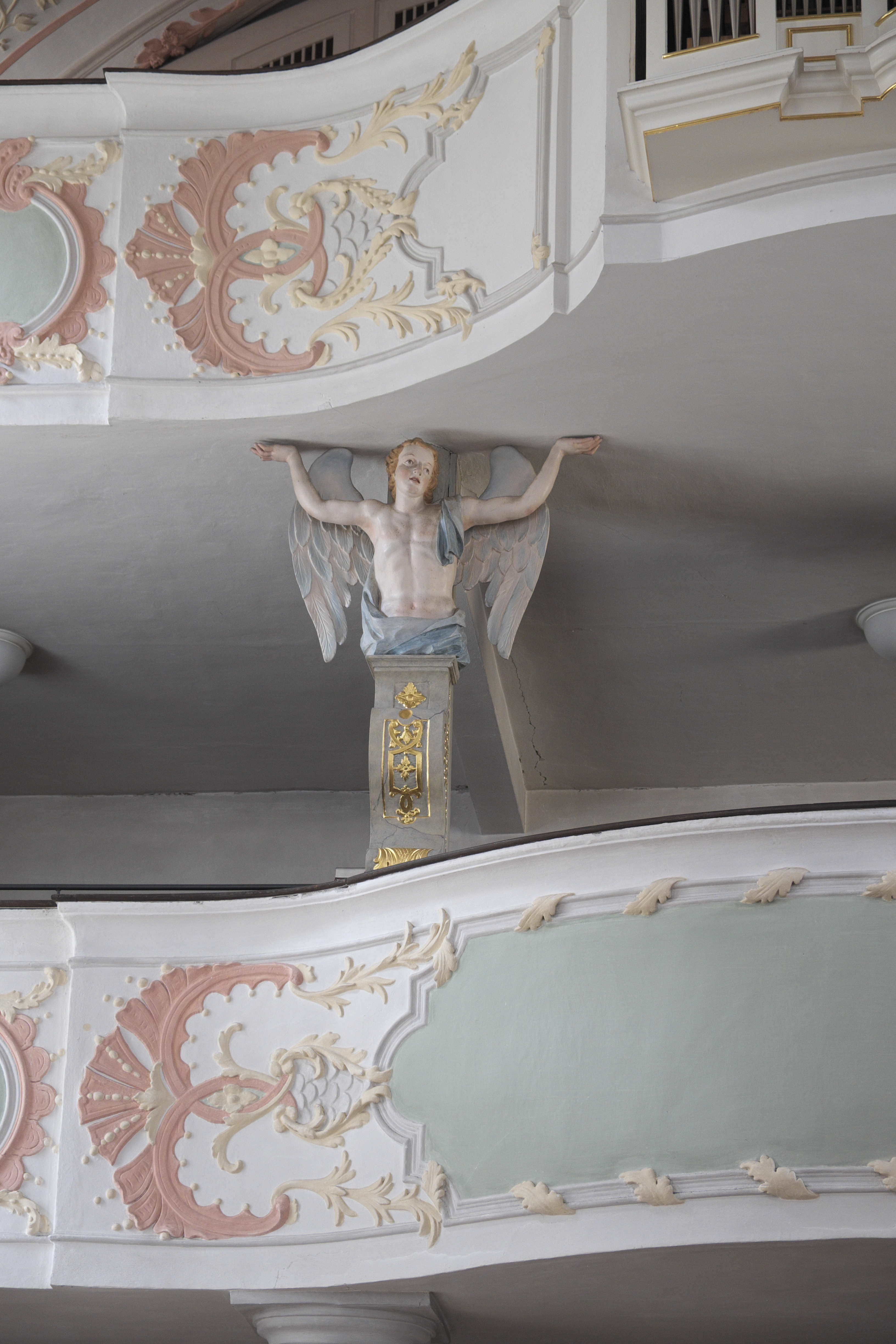
Empore mit Karyatidenengel
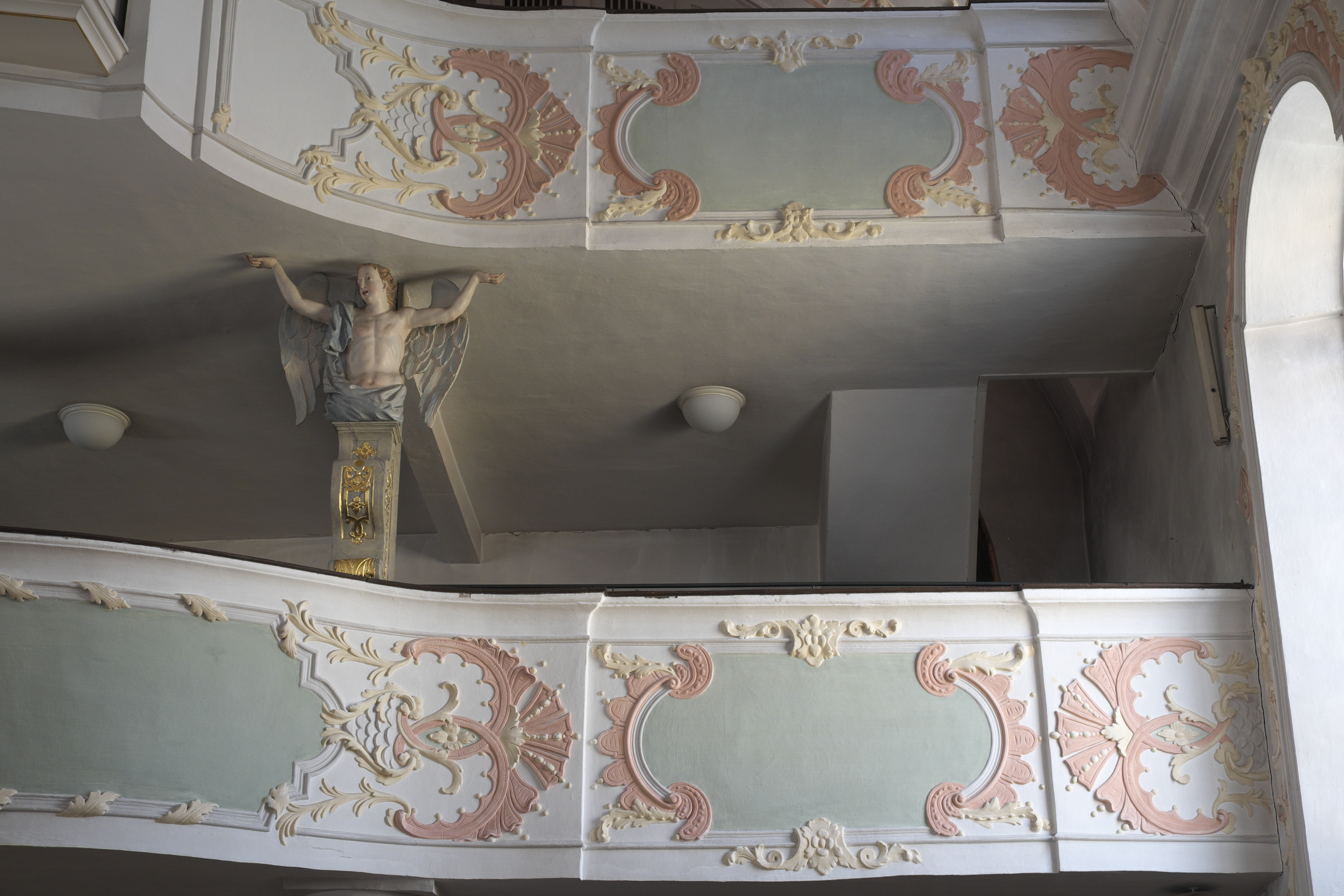
Empore mit Karyatidenengel

## Ausstattung

### Fresken und Stuck

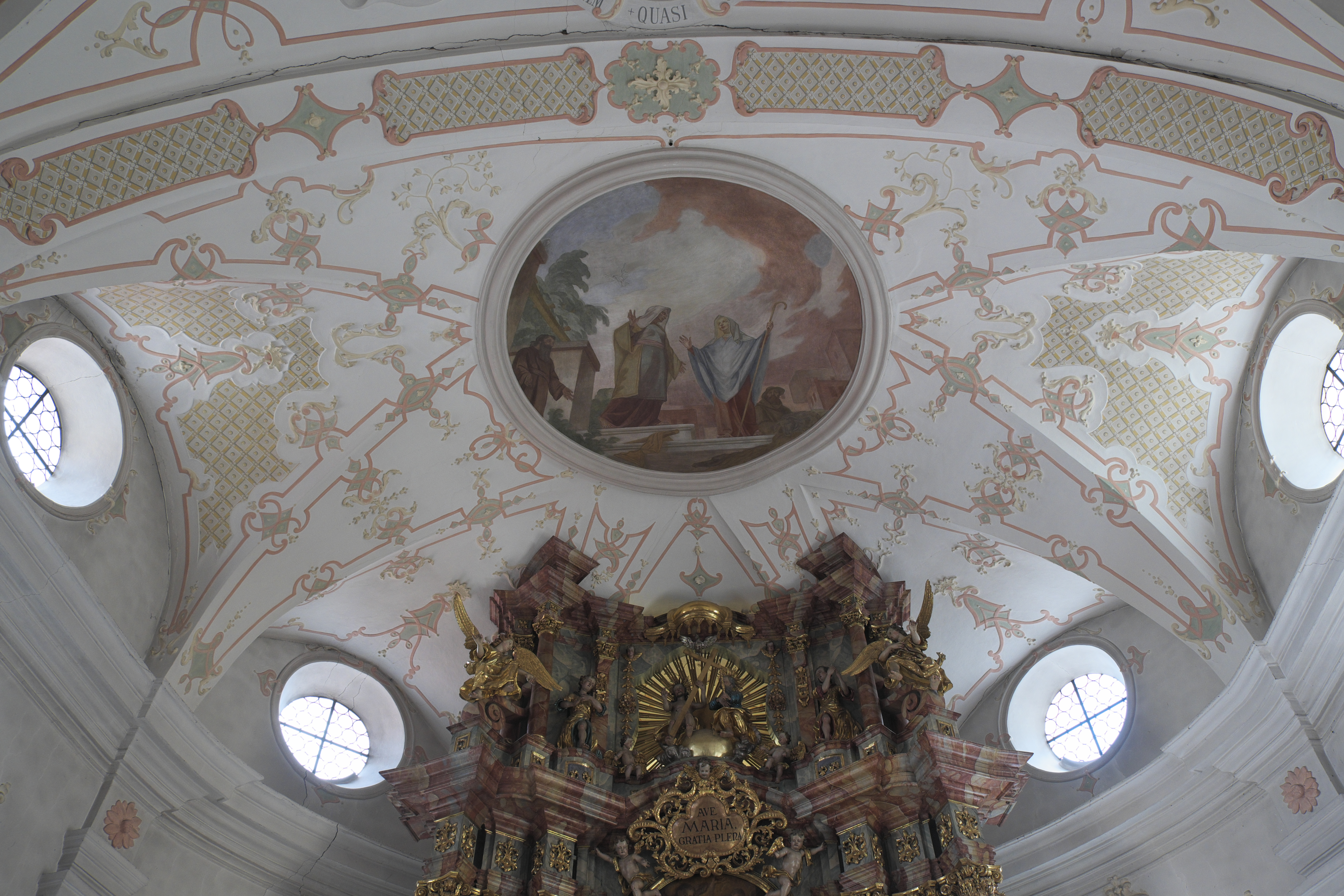
Deckenstuck und Malerei im Chor

Seitenwände und Decke sind mit spätbarocken Stuckornamenten in Pastelltönen auf weißem Kalkgrund verziert, die in ihren Formen teilweise bereits auf das beginnende Rokoko verweisen. Hauptelemente sind Bandelwerk, Akanthusrankwerk, Muschelwerk, Blütengehänge, Rosetten, asymmetrisch berandete Kartuschen, Drachenkämme und Lambrequins. In den Stichkappen ist der Stuck als illusionierte Brokatstoffe modelliert, die Kanten der Stichkappen sind von Profilstuckleisten eingerahmt. Am Chorbogen befindet sich ein geschwungenes Spruchband mit der Aufschrift „VIDI SPIRITUM DESCENDENTEM QUASI COLUMBAM DE COELO“ (Ich sah den Geist vom Himmel heruntersteigen wie eine Taube, Joh 1,32 ).
Die beiden Deckenfresken sind von klaren Profilstuckrahmen umgeben: das kleinere im Chor von einer einfachen, ovalen Kontur; das größere im Langhaus von einer geschwungenen Kontur mit vier Voluten, aus denen jeweils ein Akanthuswedel in das Innere des Bildes ragt. Beide Fresken wurden im Jahr 1937 von dem berühmten Münchner Kirchenmaler Josef Wittmann neu gestaltet. Auf dem Chorfresko ist das Thema Mariä Heimsuchung dargestellt, also der Besuch Mariens bei ihrer Base Elisabet. Im Hintergrund sind auch Zacharias, Elisabets Ehemann, und Josef, Marias Verlobter, zu sehen. Das Motiv erinnert an das Patrozinium der Mutterpfarrei Schambach. Das weitaus größere, langgestreckte Deckengemälde im Langhaus nimmt dagegen Bezug auf das Patrozinium der Stadtpfarrkirche selbst. Es zeigt in der östlichen Bildhälfte die Taufe Jesu durch Johannes am Jordan. In der Bildmitte ist Gott Vater dargestellt, umgeben von mehreren Engeln und der Taufszene zugewandt. Darunter befindet sich die Heilig-Geist-Taube, die den Gnadenstrahl auf Jesus hinabsendet. In der westlichen Bildhälfte, die gegenüber der anderen Darstellung um 180 Grad gedreht ist, erkennt man die Predigt Johannes' des Täufers in der Einsamkeit der Wüste, in der er auf den kommenden Erlöser hinweist.
In den Zwickeln zwischen den Stichkappen des Langhauses sind in mehreren Grisaillen, die ebenfalls 1937 von Josef Wittmann gemalt wurden, Szenen aus der Vita des Täufers im Uhrzeigersinn dargestellt. Auf der Südseite sind von Ost nach West zu sehen: Die Verkündigung des Engels an Zacharias, dass ihm und seiner Frau Elisabet noch ein Sohn geboren würde; die Geburt des Täufers, bei der Zacharias mit dem Finger auf eine Tafel „Johannes soll er heißen“ schreibt und daraufhin die Sprache zurück erhält; sowie die Predigt in der Wüste, bei der Johannes auf Jesus Christus hinweist. Auf der Nordseite sind von West nach Ost folgende Szenen dargestellt: Die Bußrede des Johannes vor dem Herrscher Herodes Antipas, dem er die unrechtmäßige Ehe mit Herodias vorwirft, Der Tanz der Salome, der Tochter der Herodias, die als Belohnung für den Tanz im Auftrag ihrer Mutter das Haupt des Täufers auf einer Schüssel forderte, sowie Johannes vor seiner Enthauptung.

### Hochaltar

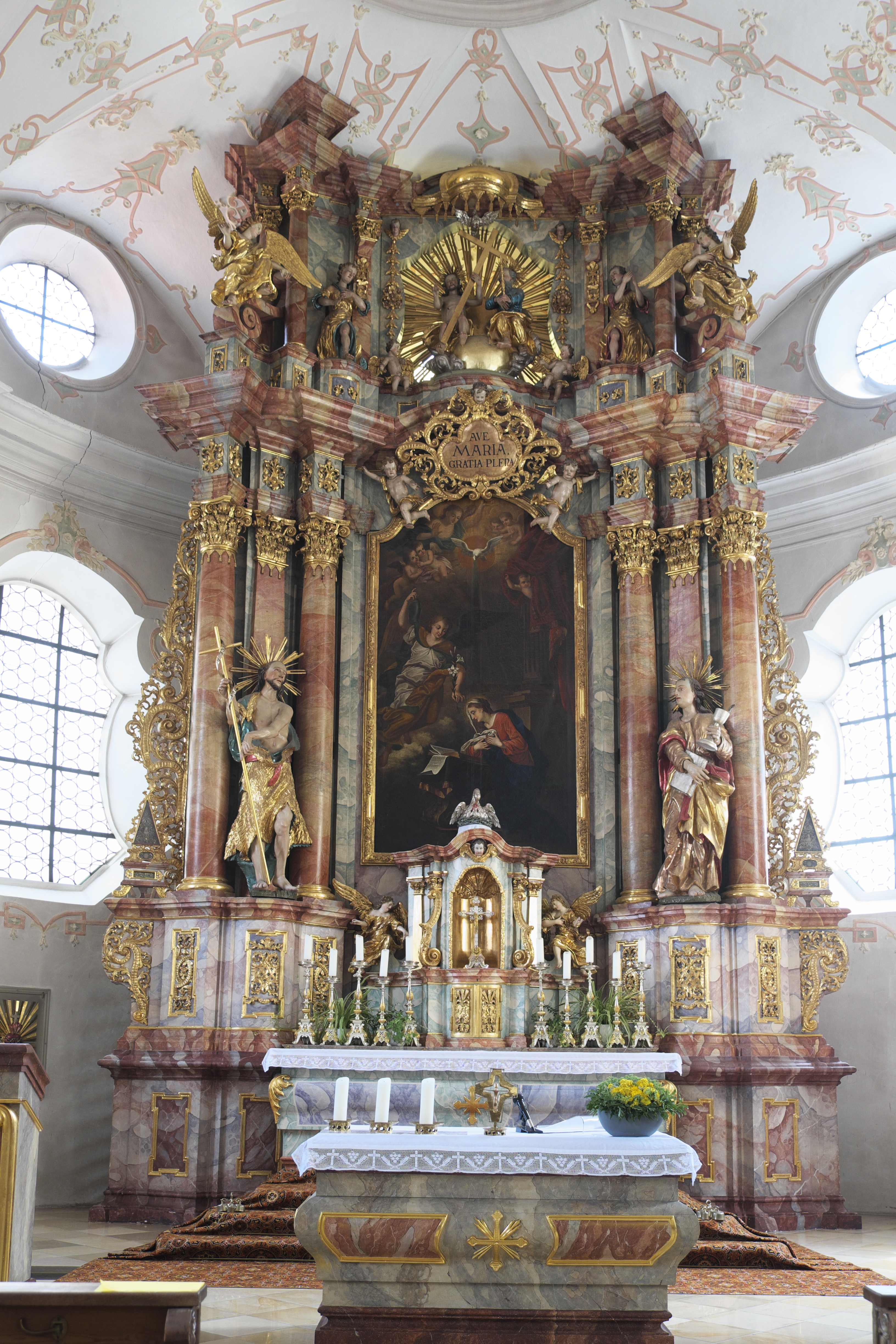
Hochaltar

Der im Jahr 1748 von einem unbekannten Künstler geschaffene Hochaltar zieht aufgrund seiner imposanten Größe die Blicke des Kirchenbesuchers unmittelbar beim Eintreten in das Gotteshaus auf sich. Wie die Seitenaltäre besteht er aus einem Holzaufbau mit marmorierter Fassung in Rosa-, Beige- und Grüntönen. Inmitten einer doppelten Sockelzone befinden sich die Mensa und der barocke Tabernakel, dessen Türchen mit Ähren und Trauben sowie den Buchstaben Alpha und Omega verziert sind. Darüber wird die Aussetzungsnische von zwei Pilastern und zwei Volutensäulchen eingerahmt. Daneben sitzen zwei geflügelte Anbetungsengel. Oben befindet sich entweder das Lamm Gottes oder der Pelikan, der seine Jungen mit seinem eigenen Blut nährt; die beiden Figuren sind austauschbar.
Über dem zweiten Sockel ragt auf beiden Seiten der Aufbau mit je zwei Rundsäulen und dazwischen angeordneten Pilastern, alle mit reich verzierten Rokoko-Kapitellen, auf und leitet den Blick durch die leicht konkave Säulenstellung zum großen Altarblatt. Dieses zeigt die Verkündigung an Maria durch den Erzengel Gabriel, der ihr mit der Linken eine weiße Lilie als Symbol ihrer Keuschheit überreicht. Mit seiner Rechten weist er auf die Heilig-Geist-Taube in der Glorie. Von dieser fällt ein Gnadenstrahl auf das Haupt Mariens, das ebenfalls von einer dezenten Glorie umgeben ist. Oberhalb des Gemäldes in einem vergoldeten Rahmen befindet sich eine von zwei Putti gehaltene Kartusche mit reichem Akanthusrankwerk. Die Inschrift lautet: „AVE MARIA, GRATIA PLENA“ (Gegrüßet seist du, Maria, voll der Gnade).
Flankiert wird das Altarblatt von den lebensgroßen Statuen von Johannes dem Täufer (links) und dem Evangelisten Johannes (rechts), die jeweils zwischen den Säulen auf dem oberen Sockel stehen. Sie werden dem Bildhauer Georg Wallner aus Parsberg in der Oberpfalz zugeschrieben. Johannes der Täufer hält in seiner rechten Hand den Kreuzstab mit der Inschrift „ECCE AGNUS DEI“ (Seht das Lamm Gottes) und blickt nach oben in die göttliche Zone am Altarauszug. Der Evangelist Johannes trägt als Attribute den Kelch mit der herauszüngelnden Schlange und das Evangeliar; er blickt auf die Maria im Hauptbild. Seitlich außen befinden sich zwei kleine Reliquienpyramiden, darüber sind an den Seiten des Altaraufbaus geschnitzte und vergoldete Akanthuswangen angebracht.
Das von den Säulen getragene, mehrfach verkröpfte Gesims, das sich in der Mitte nach oben wölbt und so eine Art Bogen über die vorgenannte Kartusche spannt, wird vom Altarauszug überragt. Dieser ist nahezu so breit wie das untere Retabel und wird wiederum von zwei Säulenpaaren und zwei einzelnen Pilastern getragen. Auf den äußeren Voluten sitzen geflügelte Engelsfiguren; weiter innen wenden sich stehende Putti zur vollplastisch gearbeiteten Auszugsdarstellung hin. Von einer Goldkugel aus segnet Jesus Christus mit seiner rechten Hand die vor ihm betenden Menschen; in seiner Linken hält er das Kreuz in Richtung seines göttlichen Vaters. Dieser thront neben ihm auf der Kugel und hält das Zepter in seiner Linken, während er die rechte Hand ebenfalls schützend über die Gläubigen hält. Von den beiden göttlichen Gestalten geht ein Strahlenkranz aus, der von dem dahinter befindlichen Oculus vor allem in der Morgensonne eindrucksvoll hinterleuchtet wird. Oberhalb davon ist unter einem Baldachin die Taube als Symbol des Heiligen Geistes dargestellt, das die Heilige Dreifaltigkeit vervollständigt.

### Seitenaltäre
Die beiden Seitenaltäre sind ähnlich dem Hochaltar ausgeführt, jedoch nur mit zwei Rundsäulen, und schräg in die Rundungen zu beiden Seiten des Chorbogens gestellt. Der nördliche (linke) Seitenaltar, auch als Marienaltar bezeichnet, enthält in der zentralen Muschelnische, die mit einem Brokatmuster ausgemalt ist, das älteste Kunstwerk der Kirche, eine gotische Madonna mit Kind. Beide Figuren wurden in der Barockzeit bekrönt. Die Seitenfiguren stellen die Heiligen Antonius von Padua (links) und Elisabeth von Thüringen (rechts) dar. Auf der Mensa befindet sich eine vergoldete Tafel mit einem Relief der Portiuncula-Erscheinung des Franz von Assisi. Im Altarauszug, der zwischen zwei gerundeten Giebelstücken aufragt, befindet sich ein Gemälde der Rosenkranzüberreichung durch Maria an den Ordensgründer Dominikus, darüber ein weiterer gebrochener Giebel mit einem geschnitzten Marienmonogramm im Strahlenkranz.
Der südliche (rechte) Seitenaltar, der auch Sebastianialtar genannt wird, ist als Pendant gestaltet. In der Mittelnische enthält er eine Figur des heiligen Sebastian im Nazarenerstil des 19. Jahrhunderts. Die Assistenzfiguren stellen die Apostel Jakobus den Älteren als Pilger und Judas Thaddäus mit der Keule dar. Auf der Mensa befindet sich ein Relief der Heiligen Familie mit vergoldetem Hintergrund. Im Altarauszug, der von einem Christusmonogramm im Strahlenkranz bekrönt wird, ist die Heilige Katharina mit dem Rad abgebildet.
In den beiden Seitenkapellen stehen ebenfalls Altäre, die jedoch keine Retabel haben. Auf der Nordseite ragt über der Mensa das Kreuz Christi auf; darunter befindet sich eine Figur der Mater Dolorosa. Daneben stehen auf kleinen Podesten die Figuren der Evangelisten Lukas und Johannes mit ihren Attributen Stier bzw. Adler. In der gegenüberliegenden Nischenkapelle ist auf dem mittleren Podest eine Statue des heiligen Johannes Nepomuk mit einem Strahlenkranz hinterlegt. Auf den seitlichen Konsolen befinden sich die Evangelistenbüsten von Matthäus mit dem geflügelten Menschen und Markus mit dem Löwen.

### Kanzel

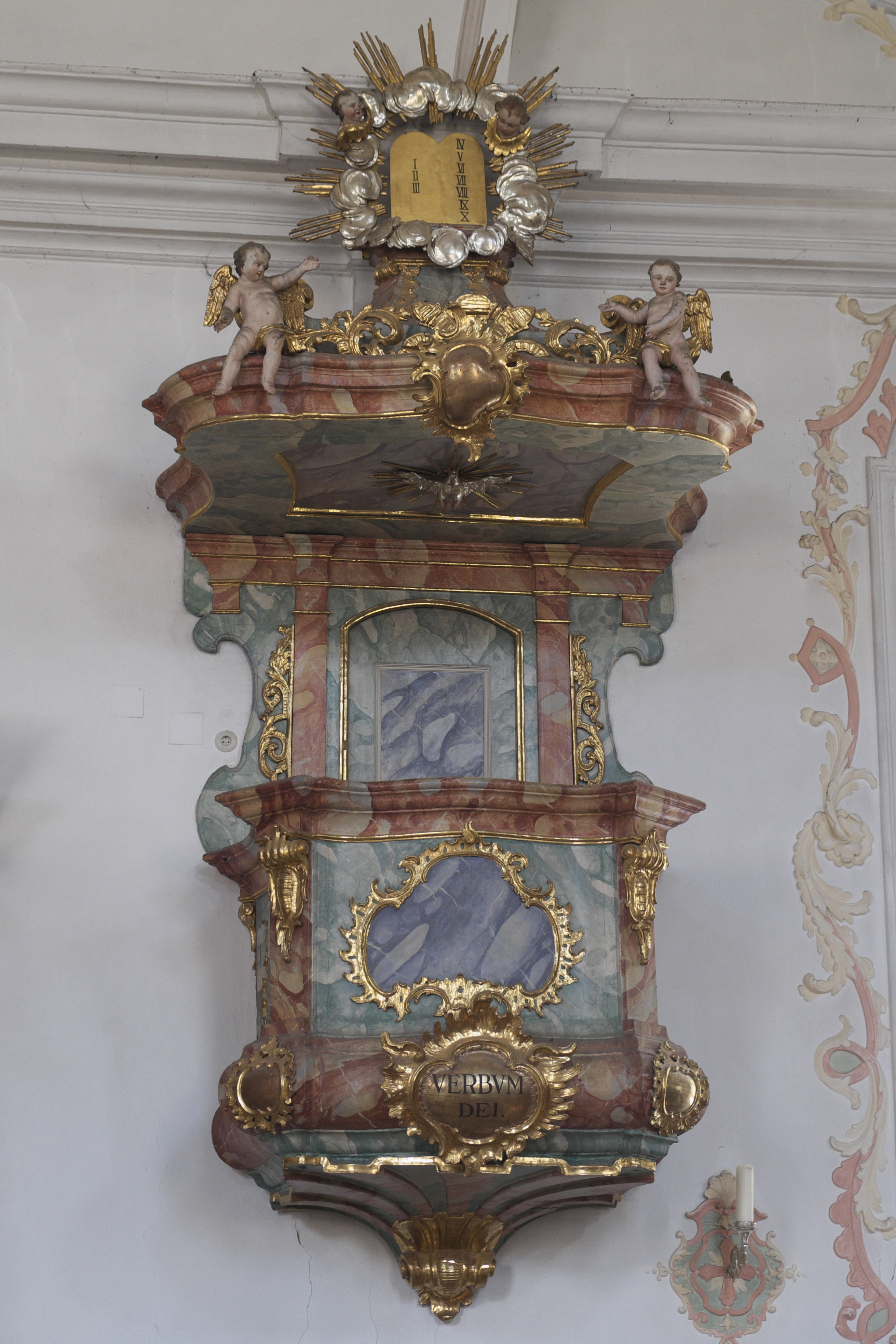
Kanzel

Die Kanzel in üppigen Rokokoformen wird in die Mitte des 18. Jahrhunderts datiert; der Urheber ist wie bei den Altären unbekannt. Der geschwungene Kanzelkorb, der an den Kanten mit Pilastern besetzt ist, trägt an der Vorderseite eine Rocaille-Kartusche mit der Inschrift „VERBUM DEI“ (Wort Gottes). Auf der Unterseite des Schalldeckels ist die Heilig-Geist-Taube im Relief dargestellt; obenauf flankieren zwei Putti die mit einem Wolken- und Strahlenkranz hinterlegten Gesetzestafeln des Alten Testaments.

### Übrige Ausstattung
Anhand einiger Grabsteine aus dem 15. bis 18. Jahrhundert lässt sich die Stiftergeschichte der Stadtpfarrkirche gut nachvollziehen. Das älteste dieser Grabdenkmäler ist das Rotmarmorepitaph für Pfarrer Heinrich Sandersdorfer († 1481) mit einer ganzfigurigen Darstellung des Geistlichen. Ein weiterer Grabstein mit qualitätvollem Wappen-Tondo erinnert an die Stifter Katharina Huntzhofer († 1560) und Hans Huntzhofer. Sinnsprüche in barocker Manier enthalten die beiden Grabplatten aus Solnhofer Kalkstein für den Bürgermeister Sebastian Striezl († 1742) und seine Ehefrau Franziska Striezl († 1760), die beide große Wohltäter der Stadt und der Kirche waren. Franziska Striezl soll 1748 den Hochaltar der Stadtpfarrkirche gestiftet haben. An der südlichen Außenmauer befindet sich ein neugotischer Gedenkstein für die Gefallenen des Deutsch-Französischen Krieges von 1870/71.

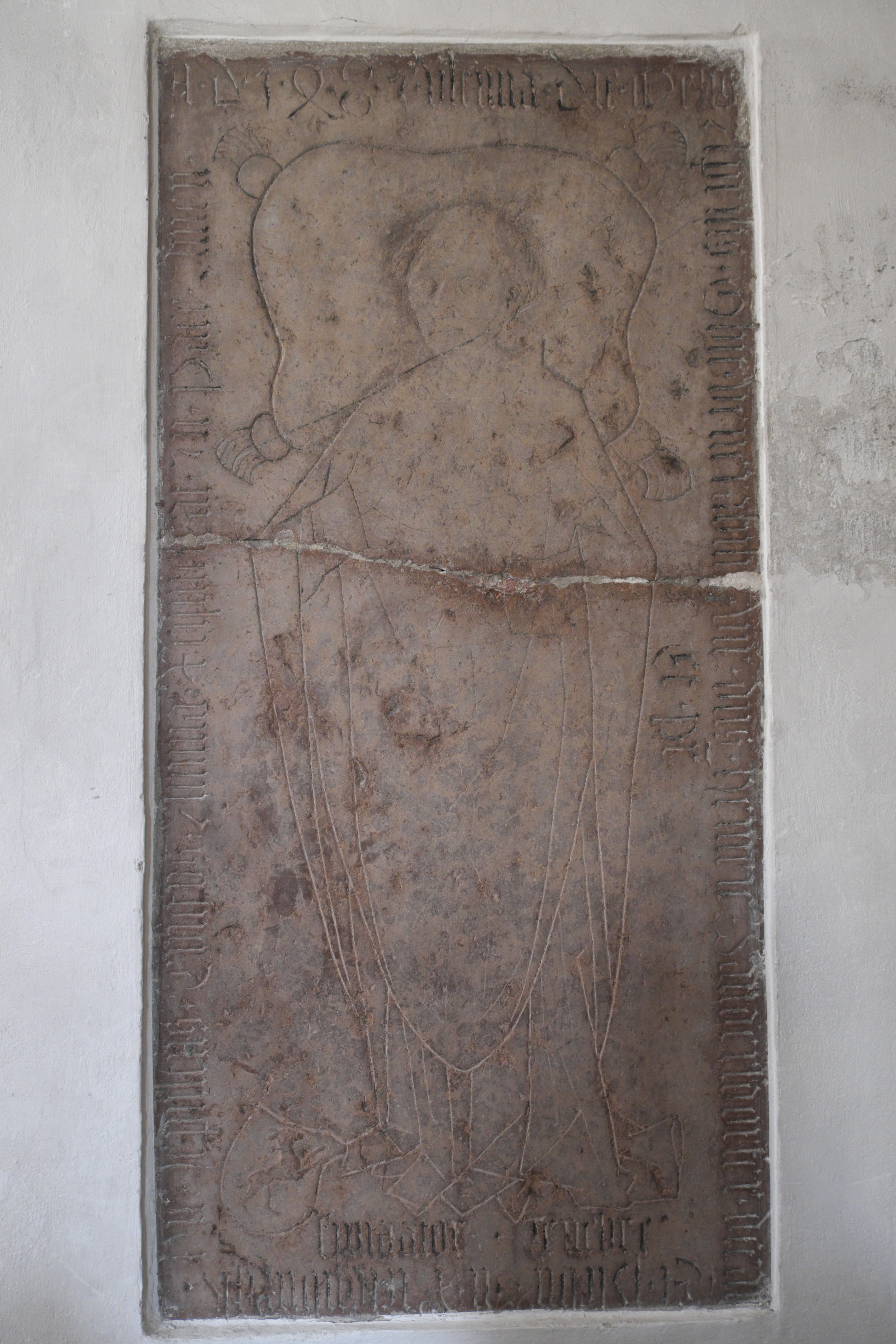
Grabplatte für Heinrich Sandersdorfer († 1481)
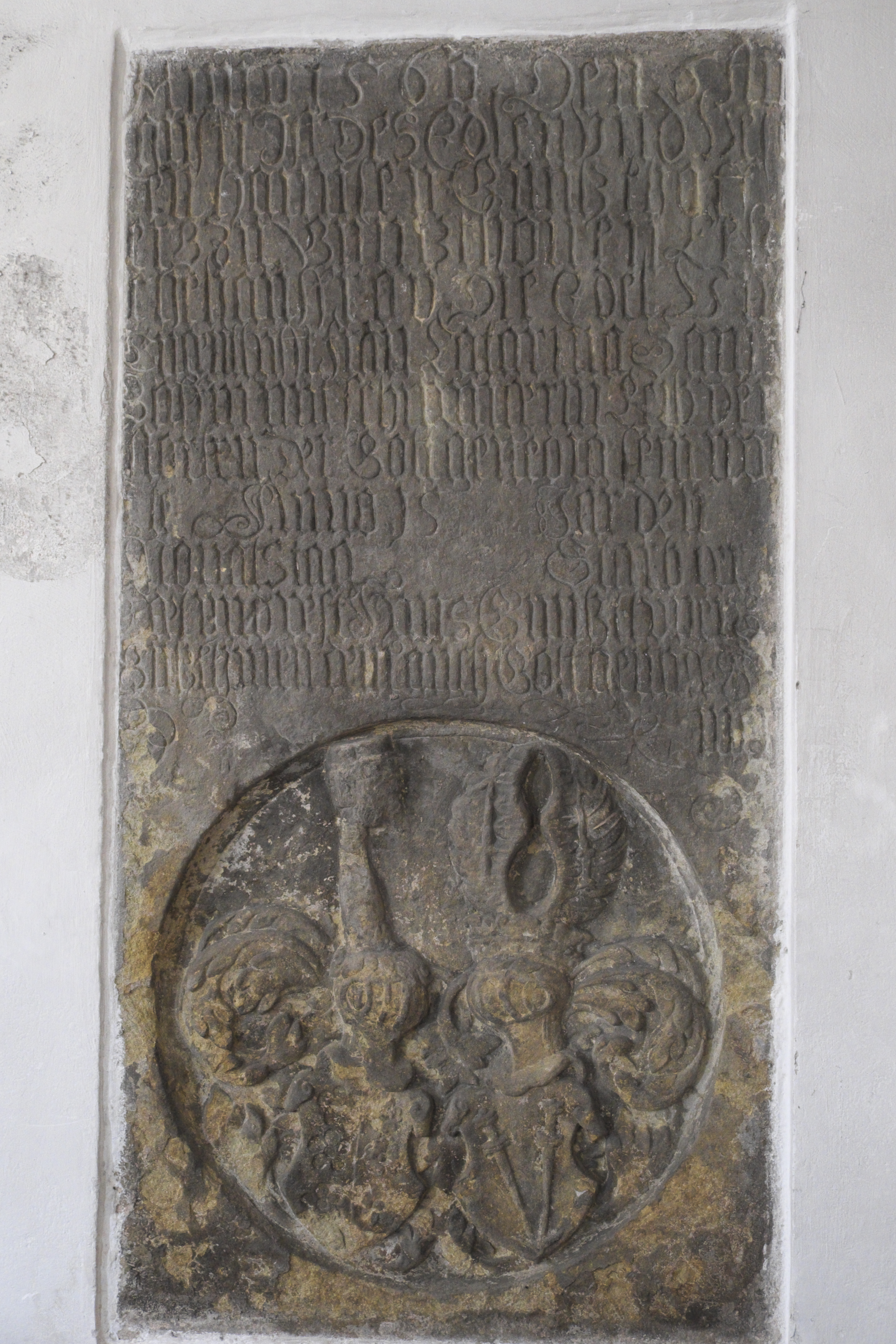
Grabplatte für Katharina († 1560) und Hans Huntzhofer
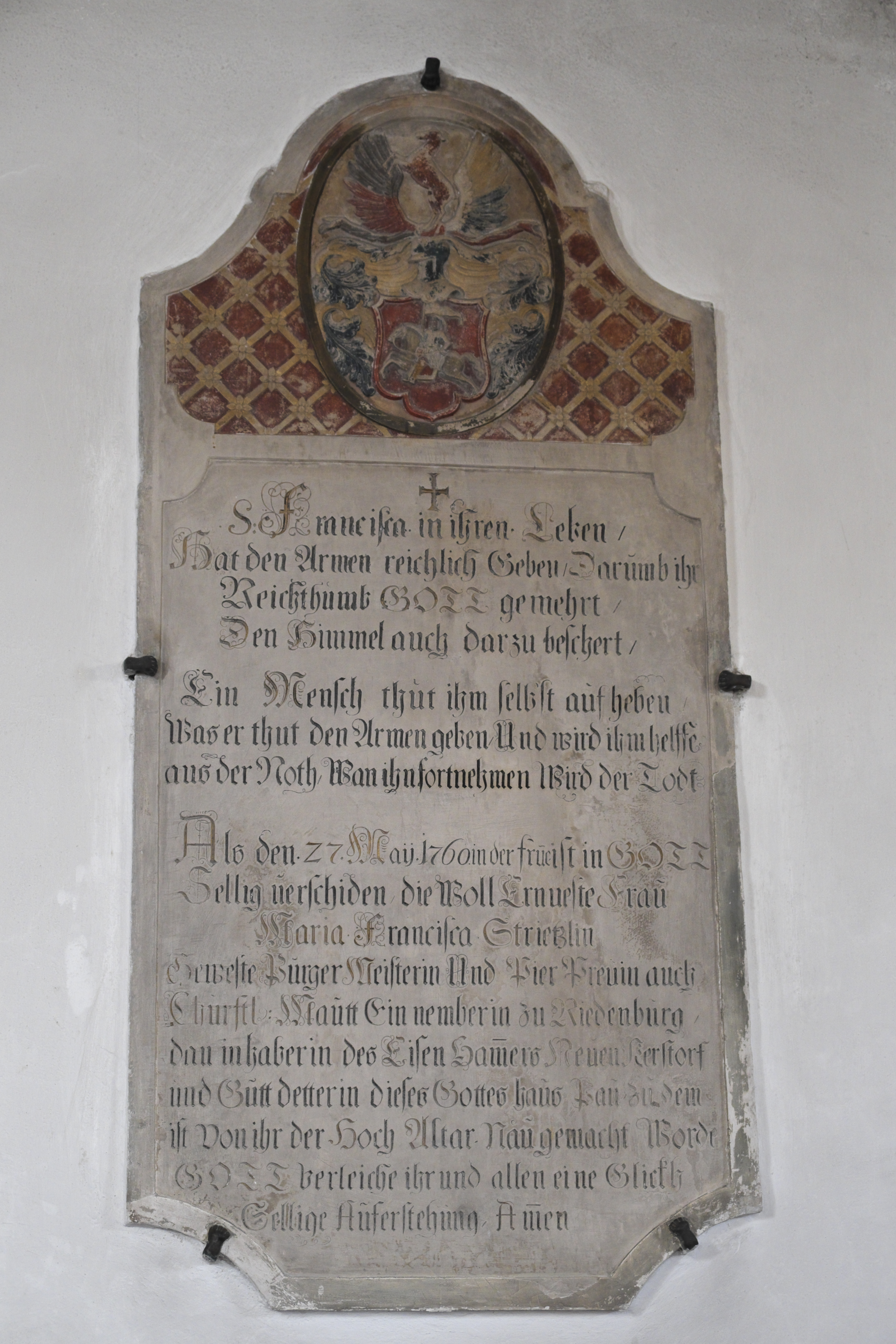
Grabplatte für Franziska Striezl († 1760)

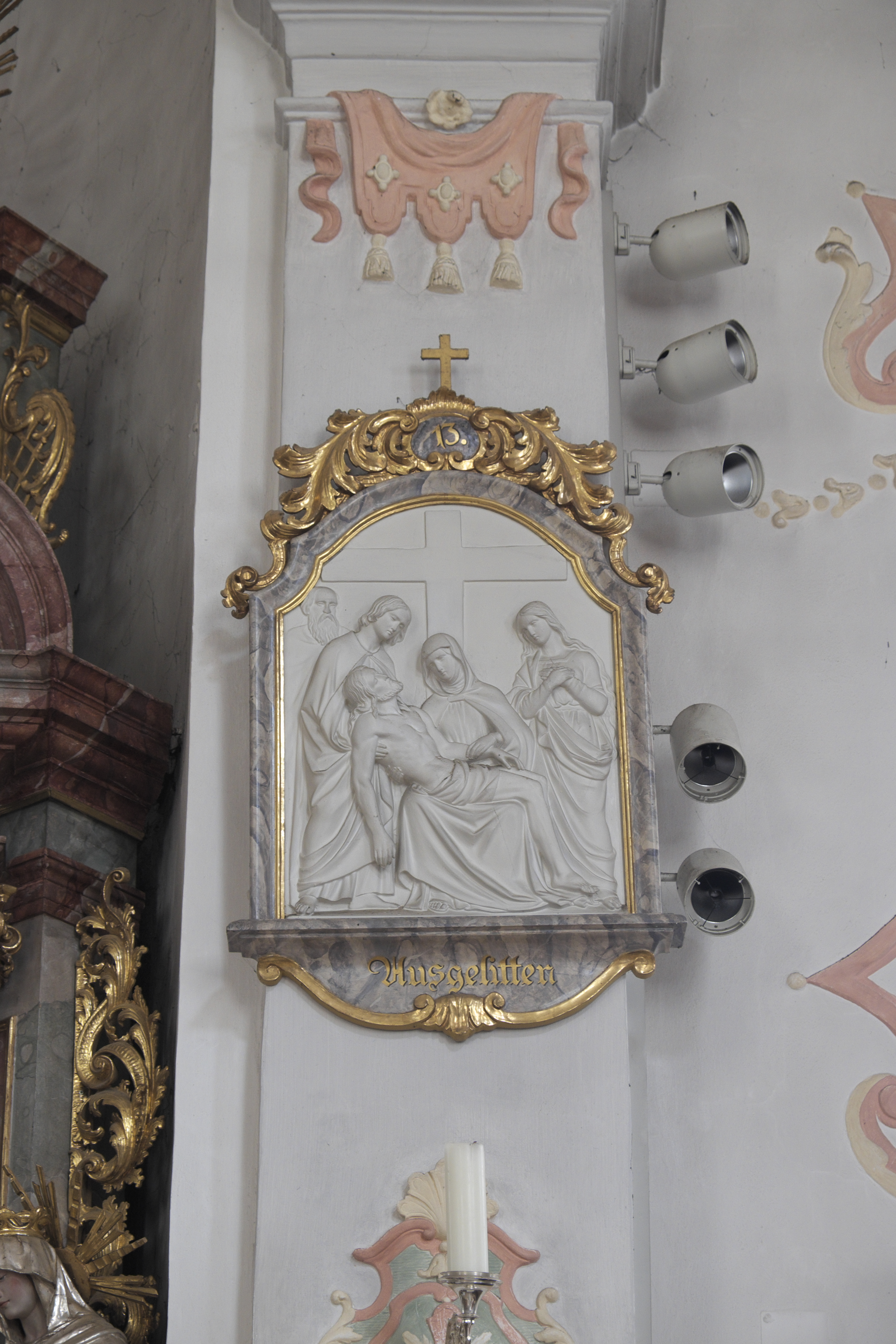
Kreuzwegtafel

Die aus Holz geschnitzten Kreuzwegtafeln an den Wandpilastern und an der Rückwand unterhalb der Empore sind weiß gefasst und in vergoldete, neobarocke Rahmen eingesetzt. Ursprünglich waren die Relieffiguren farbig gefasst und die Tafeln von historisierenden Rahmen umgeben. Die Apostelleuchter an den Wandpilastern sind an aufwändig gestalteten Stuckornamenten mit Apostelkreuzen angebracht. Unter dem Chorbogen steht auf der rechten Seite der barocke Taufstein aus hellem Kalkstein, der mit einem modernen Kupferdeckel ausgestattet ist. Darauf ist im Relief die Patroziniumsdarstellung der Taufe Jesu im Jordan zu sehen.
An dem Kirchengestühl, das in zwei Blöcken mit Mittelgang angeordnet ist, sind qualitätvoll geschnitzte Stuhlwangen mit Bandelwerk aus der Entstehungszeit der Kirche angebracht. Im Chorraum befindet sich zu beiden Seiten je eine Reihe des aus Eichen- und Nussbaumholz geschnitzten Chorgestühls, das zudem reiche Intarsienarbeiten enthält. Am östlichen Ende des Chorgestühls ist jeweils eine reich verzierte Ewig-Licht-Ampel im Rokokostil angebracht. Auch die Aufhängung der Sakristeiglocke ist eine kunstvolle Schmiedearbeit. Nach vorne zeigt sie ein Kreuz, in der Mitte ein vergoldetes Christusmonogramm.

## Orgel

### Orgelgeschichte
Die ersten Informationen über eine Orgel in der Riedenburger Stadtpfarrkirche datieren aus dem Jahr 1807. Damals wurde die Orgel von einem nicht näher genannten Mitglied der weit verzweigten Orgelbauerfamilie Ehrlich zum Preis von 40 Gulden repariert. Im Jahr 1862 war erneut eine große Reparatur der Orgel fällig. Diese wurde von dem Orgelbauer Joseph Vogl aus Deggendorf gegen Zahlung von 284 Gulden ausgeführt. Dabei erneuerte er eines der drei Register des Pedalwerks. Außerdem gab Vogl erstmals die Disposition der Orgel an. Diese umfasste neben dem angesprochenen dreistimmigen Pedalwerk auch ein Manualwerk mit sieben Registern. Bereits 1866 wurde das Instrument von einem nicht genannten Orgelbauer erneut repariert.
Im Jahr 1875 war das alte Orgelwerk so defekt und veraltet, dass dem Nürnberger Orgelbauer Augustin Ferdinand Bittner der Auftrag zur Konzeption und Errichtung einer komplett neuen Orgel inklusive Prospekt erteilt wurde. Letzterer war nach einer Zeichnung im Archiv der Orgelbaufirma Bittner dreiteilig ausgeführt, wobei der mittlere Teil leicht überhöht war. Außerdem sah man im Gegensatz zum vorherigen, wahrscheinlich barocken Orgelgehäuse keine Schleierbretter vor. Im Folgejahr 1876 wurde die Orgel eingebaut; Bittner bekam rund 1950 Mark ausbezahlt. Im Jahr 1910 wurde diese Orgel durch den Deggendorfer Orgelbauer Ludwig Edenhofer repariert. Dabei wurde – dem technischen Fortschritt entsprechend – auch ein neues Windwerk mit Magazinbalg eingebaut. Die Ausgaben hierfür betrugen insgesamt 680 Mark. Dabei zeichnete Edenhofer auch die Disposition der Bittner-Orgel auf. Sie umfasste insgesamt zehn Register, verteilt auf ein Manual und Pedal. Im Jahr 1926 wurde für 420 Reichsmark ein neuer Gebläsemotor, der den alten Kalkant – abgesehen von häufigeren Stromausfällen – überflüssig machte, bei der Firma Aug. Laukhuff aus Weikersheim in Franken erworben. Außerdem wurde im gleichen Jahr die Firma Ehrlich & Schwindel aus Neumarkt in der Oberpfalz mit einem größeren Umbau der Bittner-Orgel beauftragt. Dabei wurde das Instrument um einige Register erweitert, sämtliche Windladen wurden erneuert und von mechanischen Schleifladen auf pneumatische Taschenladen umgebaut. Die Arbeit der Firma Ehrlich & Schwindel war jedoch mangelhaft, sodass der Orgelumbau von einem Klaviertechniker beendet werden musste, um das Instrument überhaupt spielbar zu machen. Dennoch waren insgesamt rund 3330 Reichsmark zu bezahlen.
Der Umbau und die Erweiterung stellten sich wenige Jahre später als Pfusch heraus. Deshalb empfahl sich im Jahr 1934 der Orgelbauer Michael Weise aus Plattling für einen Neubau unter Verwendung zahlreicher Register der Bittner-Orgel. Dies wurde jedoch nicht umgesetzt. Stattdessen gab man 1937 bei der Münchner Orgelbauwerkstatt Siemann einen großzügigen Neubau für knapp 8600 Reichsmark in Auftrag, der 17 Register auf pneumatischen Windladen in einem modernen Freipfeifenprospekt vorsah. Neben den 13 Registern, die auf die beiden Manuale verteilt waren, enthielt die Orgel je zwei echte und zwei transmittierende Pedalregister. Dieser Plan kam zur Umsetzung, sodass im Jahr 1938 die neue Orgel eingebaut werden konnte. Sie wurde 1943 um ein Register erweitert und war bis 2001 unverändert in Betrieb.
| I Manual C–c3 |            |       |
| 1.            | Principal  | 4′    |
| 2.            | Octav      | 2′    |
| 3.            | Gamba      | 8′    |
| 4.            | Mixtur III | 1 ⁄3′ |
| 5.            | Floete     | 4′    |
| 6.            | Portun     | 8′    |
| 7.            | Coppel     | 8′    |

| Pedal C–??? |            |         |
| 8.          | Subbass    | 16′     |
| 9.          | Octavbass  | 8′      |
| 10.         | Salicional | 8′ ab c |

Anmerkungen (Vogl Anm.):
1. ↑  vor der Reparatur 1862: Fagott 8′

| I Manual C–f3 |            |    |
| 1.            | Prinzipal  | 8′ |
| 2.            | Gamba      | 8′ |
| 3.            | Solisonal  | 8′ |
| 4.            | Oktave     | 4′ |
| 5.            | Oktave     | 2′ |
| 6.            | Mixtur III | 2′ |
| 7.            | Gedeckt    | 8′ |
| 8.            | Flöte      | 4′ |

| Pedal C–c1 |            |     |
| 9.         | Subbass    | 16′ |
| 10.        | Violonbass | 8′  |

Anmerkungen (Bittner Anm.):
1. ↑  im Jahr 1926 wohl Prinzipal 8′ erneuert und um Gedeckt 8′ erweitert
2. ↑  im Jahr 1926 wohl um Oboe/Aeoline 8′, Vox coelestis 8′ ab c und Violine 4′ erweitert

| I Hauptwerk C–g3 |             |     |
| 1.               | Rohrgedeckt | 16′ |
| 2.               | Prinzipal   | 8′  |
| 3.               | Soloflöte   | 8′  |
| 4.               | Oktave      | 4′  |
| 5.               | Mixtur IV   | 2′  |
| 6.               | Trompete    | 8′  |

| II Schwellwerk C–g3 |                 |                |
| 6.                  | Geigenprinzipal | 8′             |
| 7.                  | Singend Gedeckt | 8′             |
| 8.                  | Salizional      | 8′             |
| 9.                  | Aeoline         | 8′             |
| 10.                 | Blockflöte      | 4′             |
| 11.                 | Nachthorn       | 2′             |
| 12.                 | Sesquialtera    | 2 ⁄3′ + 1 3⁄5′ |
| 13.                 | Deutsche Oboe   | 8′             |
|                     | Tremulant       |                |

| Pedal C–f1 |              |     |
| 14.        | Subbass      | 16′ |
| 15.        | Stillgedeckt | 16′ |
| 16.        | Oktavbass    | 8′  |
| 17.        | Flötenbass   | 4′  |

- Koppeln: Oberoktavkoppel II

Anmerkungen (Siemann Anm.):
1. ↑  Befund 1999: Gemshorn 8′
2. ↑  erst 1943 eingebaut
3. ↑  Befund 1999: Geigenprinzipal 4′
4. ↑  Befund 1999: Stillgedecktbass 16′, Transmission
5. ↑  Befund 1999: Prinzipalbass 4′, Transmission

### Heutige Orgel

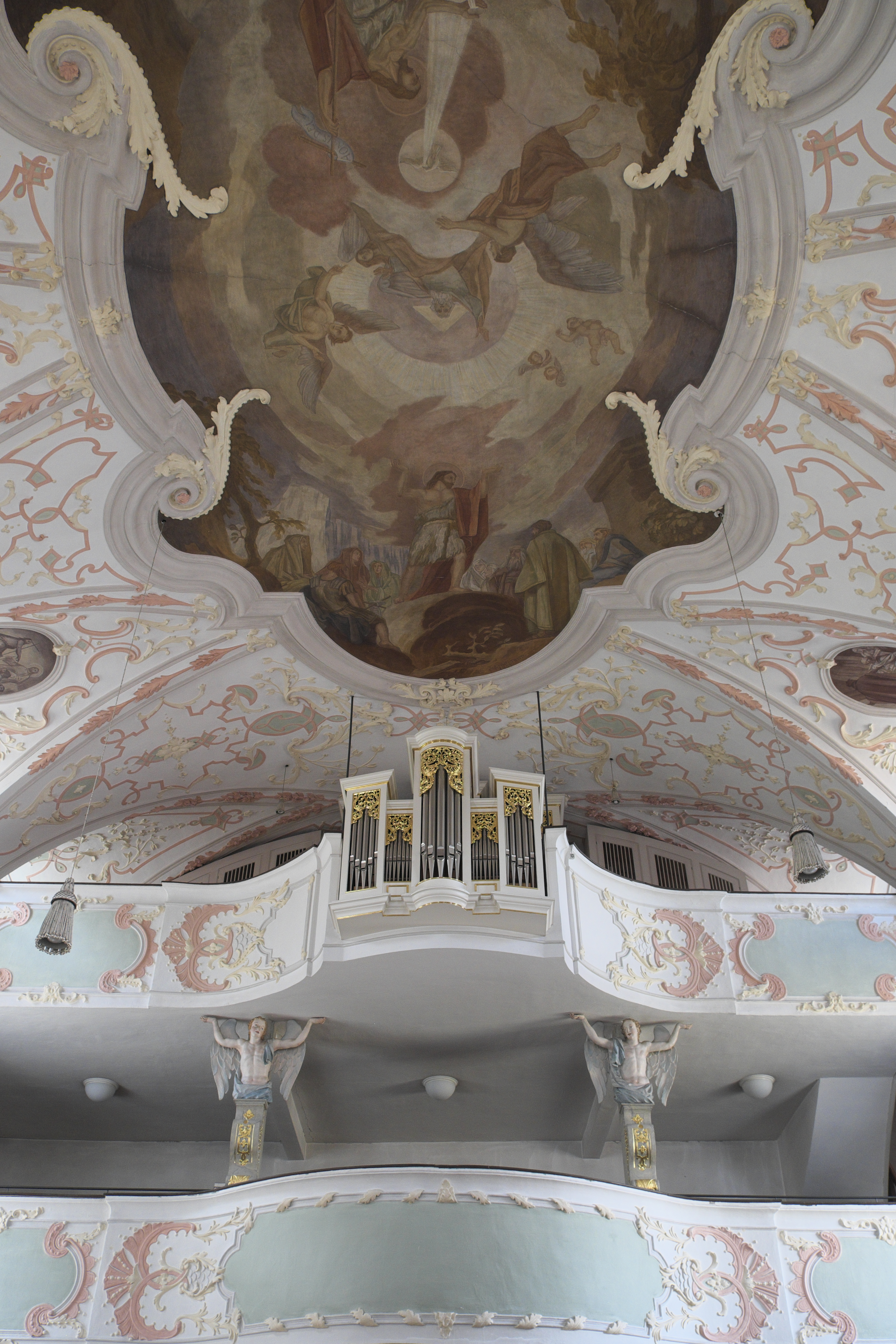
Doppelempore und Orgel

Aufgrund der schadhaften Pneumatik der Siemann-Orgel entschied sich die Riedenburger Kirchenverwaltung im Jahr 2000 für einen Neubau der Orgel. Der Auftrag erging an die Firma Orgelbau Vleugels aus Hardheim im Odenwald. Bis 2002 entstand ein Instrument mit wiederum 24 Registern, verteilt auf zwei Manuale und Pedal, und rein mechanischen Spiel- und Registertrakturen. Auch ein fünfteiliger, barock anmutender Prospekt mit Schleierbrettern, der sich sehr gut in den barock ausgestatteten Kirchenraum einfügt, wurde neu erbaut. Aufgrund der beengten Platzverhältnisse im oberen Emporengeschoss entschied man sich erstmals für den Einbau eines fünfteiligen Rückpositivs in die Emporenbrüstung, um dennoch ein gutes Klangergebnis zu erzielen. Das Gewicht dieses weit nach vorne auskragenden Brüstungswerks musste an einem eigens eingefügten, hölzernen Dachbinder aufgehängt werden. Außerdem wurde ein freistehender Spieltisch gewählt, um für den Organisten einen besseren Blick zum Chor zu gewährleisten. Am 24. Februar 2002 nahm Weihbischof Vinzenz Guggenberger, der damals als Diözesanadministrator eingesetzt war, die Orgelweihe vor.
Die Disposition der Orgel lautet wie folgt:
| II Hauptwerk (schwellbar) C–g3 |                   |        |
| 1.                             | Principal         | 8′     |
| 2.                             | Vox coelestis     | 8′     |
| 3.                             | Salicet-Principal | 8′     |
| 4.                             | Copula maiora     | 8′     |
| 5.                             | Octave            | 4′     |
| 6.                             | Copula minora     | 4′     |
| 7.                             | Nasard            | 2 ⁄3′  |
| 8.                             | Superoctav        | 2′     |
| 9.                             | Terz              | 1 3⁄5′ |
| 10.                            | Larigot           | 1 ⁄3′  |
| 11.                            | Mixtura maiora IV | 1 ⁄3′  |
| 12.                            | Trompet           | 8′     |
| 13.                            | Hoboi             | 8′     |

| I Rückpositiv C–g3 |                       |    |
| 14.                | Gedeckt               | 8′ |
| 15.                | Praestant             | 4′ |
| 16.                | Flauto                | 4′ |
| 17.                | Flagolet              | 2′ |
| 18.                | Sifflet               | 1′ |
| 19.                | Mixtura minora II-III | 1′ |
| 20.                | Krumphorn             | 8′ |
|                    | Tremulant             |    |

| Pedal C–f1 |           |     |
| 21.        | Subbass   | 16′ |
| 22.        | Octavbass | 8′  |
| 23.        | Copula    | 8′  |
| 24.        | Fagott    | 16′ |

- Koppeln: I/II, II/P, I/P

## Glocken
Aus dem hohen, schlanken Turm erklingt ein dreistimmiges Geläut mit den Schlagtönen e1–g1–b1. Alle drei Glocken wurde 1922 vom Bochumer Verein gegossen. Eine vierte Glocke aus Bronze von der Gießerei Rudolf Perner in Passau mit dem Schlagton c1 wird nur solistisch geläutet und dient als Wandlungsglocke.